# 성주시외버스터미널
성주시외버스터미널은 경상북도 성주군 성주읍 경산길 15-4 (경산리 597-2)에 위치한 대한민국의 버스 터미널이다. 성주버스정류장이라는 명칭을 사용한다. 9개의 승차홈이 존재하며 이중 2개홈만 시외버스가 정차하고 나머지 7개홈은 농어촌버스 전용이다.

## 운행 노선

### 시외버스
| 방면        | 행선지                           |
| ----------- | -------------------------------- |
| 수도권 방면 | 서울남부, 동서울                 |
| 영남권 방면 | 고령, 대구서부, 대의, 삼가, 합천 |